# 1249 Rutherfordia
1249 Rutherfordia är en asteroid i huvudbältet som upptäcktes den 4 november 1932 av den tyske astronomen Karl Wilhelm Reinmuth. Asteroidens preliminära beteckning var 1932 VB. Asteroiden fick senare namn efter staden Rutherford i den amerikanska delstaten New Jersey.
Den tillhör asteroidgruppen Flora.
Rutherfordias senaste periheliepassage skedde den 7 december 2022. Asteroidens rotationstid har beräknats till 18,20 timmar.